# Kaskaskia (Illinois)
Kaskaskia – wieś w hrabstwie Randolph nad rzeką Missisipi w stanie Illinois, USA. W 2010 roku wioska liczyła 14 mieszkańców. W 2023 roku liczba mieszkańców spadła do 23 osób, a gęstość zaludnienia przekroczyła 85 osób/km².

## Historia
Miasteczko założone przez francuskich kolonialistów w XVIII wieku. Miejscowość ta była pierwszą stolicą stanu Illinois w latach 1818–1819, później stolicę przeniesiono do Vandalia. W wyniku powodzi w kwietniu 1881 roku została zniszczona większość miasta. W wyniku ulewnych deszczów rzeka Missisipi utworzyła nowe koryto po wschodniej stronie miasta. Do czasu powodzi granicę stanu Illinois w tej miejscowości wyznaczało koryto rzeki Missisipi. Pomimo zmiany koryta rzeki granica stanu nie została zmieniona i przebiega do dziś wzdłuż dawnego koryta rzeki. W 1993 kolejna powódź przerwała wały i zalała kilkadziesiąt domów. Miasto przestało istnieć, pozostały jedynie 4 gospodarstwa domowe.

## Demografia
Według danych z 2000 mieszkało 9 osób, 4 gospodarstwa domowe i 3 rodziny. 
Skład etniczny:
- Biali 77,78%;
- inne 22%;

Grupy wiekowe:
- 0–18 lat: 22,2%
- 18–24 lat: 11,1%
- 25–44 lat: 22,2%
- >45: 44,4%